# Arkabutla
La ville américaine d'Arkabutla est une zone non incorporée située dans le comté de Tate, dans l'État du Mississippi.

## Historique
Le 17 février 2023, Richard Dale Crum, un homme de 52 ans, a assassiné par armé a feu six personnes dans plusieurs lieux de cette commune avant d'être arrêté par un agent du bureau du shérif.

## Célébrité
- James Earl Jones est né dans cette ville, mais a grandi à Jackson au Michigan.

## Source
- (en) Cet article est partiellement ou en totalité issu de l’article de Wikipédia en anglais intitulé « Arkabutla, Mississippi » (voir la liste des auteurs).